# Arcidiecéze Las Vegas
Arcidiecéze Las Vegas (latinsky Archidioecesis Campensis) je římskokatolická arcidiecéze na části území severoamerického státu Nevada se sídlem ve městě Las Vegas a s katedrálou Anděla strážného v Las Vegas. Jejím současným arcibiskupem-metropolitou je Mons. George Leo Thomas.

## Historie
V roce 1931 zřídil papež Pius XI. diecézi Reno, která zahrnovala území celého státu Nevada a byla sufragánní vůči arcidiecézi San Francisco. Vzhledem k tomu, že v severní Nevadě postupně rostl počet katolíků, papež Pavel VI. v roce 1976 rozhodl o přejměnování diecéze na Diecéze Reno-Las Vegas. Roku 1995 rozhodl Jan Pavel II. o rozdělení diecéze na dvě: Diecéze Reno a Diecéze Las Vegas. Dne 30. května 2023 papež František povýšil Las Vegas na metropolitní arcidiecézi a vyčlenil ji z církevní provincie San Francisco.

## Církevní provincie
Jde o metropolitní arcidiecézi (tj. hlavu církevní provincie), jíž jsou podřízeny tyto sufragánní diecéze na území amerických států Nevada a Utah:
- diecéze Reno
- diecéze Salt Lake City

## Seznam biskupů a arcibiskupů v Las Vegas

### Biskupové (1995 - 2023)
- Daniel F. Walsh (1995-2000)
- Joseph A. Pepe (2001–2018)
- George Leo Thomas (2018–2023) - 2023 se stal arcibiskupem

### Metropolitní arcibiskupové (od 2023)
- George Leo Thomas (od 2023)

### Pomocní biskupové
- Gregory W. Gordon (ad 2021)